# U-Bahnhof Universität Essen
Der U-Bahnhof Universität Essen ist eine unterirdische Station der Stadtbahn Essen im nordwestlichen Bereich des Essener Stadtkerns. Sie befindet sich an der Universität Duisburg-Essen.

## Geschichte
Die unterirdische Station an der Universität wurde am 27. November 1981 auf der Nord-Süd-Strecke (Stadtbahn) im Zuge der Verlängerung der bestehenden Linie U18 und der Eröffnung der U17 auf der Strecke vom Hirschlandplatz zur Universität eröffnet. Knapp fünf Jahre später wurde die Nord-Süd-Strecke von der Universität bis Altenessen Bahnhof weitergebaut.

## Lage und Aufbau
Der U-Bahnhof befindet sich an der Bottroper Straße/Ecke Grillostraße direkt am Universitätsgelände. Er verfügt über zwei in Nord-Süd-Richtung verlaufende Gleise mit Mittelbahnsteig, der über Treppen und Rolltreppen erreichbar ist. Die Südausgänge führen direkt ins Universitätsgelände.
Zwischen dem U-Bahnhof Universität Essen und dem benachbarten U-Bahnhof Berliner Platz befindet sich eine Kehranlage zum Wenden der Stadtbahnzüge. Letztgenannter U-Bahnhof erschließt die Universität von Süden aus mit.

## Bedienung
Der U-Bahnhof wird durch die Linien U11 und U17 der Stadtbahn Essen bedient. Betrieben werden diese, wie der übrige ÖPNV in Essen, durch die Ruhrbahn.
| Linie | Verlauf | Takt (Mo–Fr) |
| ----- | --- | ------------ |
| U 11  | GE-Horst, Buerer Straße – Schloss Horst – GE-Horst, Fischerstraße – E-Karnap, Alte Landstraße – Boyer Straße – E-Karnap, Arenbergstraße – E-Altenessen, Heßlerstraße – II. Schichtstraße – U Karlsplatz – U Altenessen Mitte – U Kaiser-Wilhelm-Park – U Altenessen Bf – U Bäuminghausstraße – U Bamlerstraße – U Universität Essen – U Berliner Platz – U Hirschlandplatz – U Essen Hbf – U Philharmonie – U Rüttenscheider Stern – U Martinstraße – U Messe Ost/Gruga – Essen, Messe West/Süd/Gruga | 10 min       |
| U 17  | E-Altenessen, U Karlsplatz – U Altenessen Mitte – U Kaiser-Wilhelm-Park – U Altenessen Bf – U Bäuminghausstraße – U Bamlerstraße – U Universität Essen – U Berliner Platz – U Hirschlandplatz – U Essen Hbf – U Bismarckplatz – U Planckstraße – Gemarkenplatz – Holsterhauser Platz (Klinikum) – Halbe Höhe – Laubenweg – E-Margarethenhöhe | 10 min       |

Darüber hinaus halten an der Oberfläche folgende Buslinien:
| Linie | Verlauf | Takt (Mo–Fr)                                                        | Betreiber                   |
| ----- | --- | ------------------------------------------------------------------- | --------------------------- |
| SB16  | Essen Hbf → Hollestr. – Rathaus Essen – Berliner Platz – Universität Essen – Essen-Bergeborbeck – Bottrop-Ebel – Bottrop Hbf – Bottrop ZOB Berliner Platz – Stadtwald Herzogstr. – Bottrop-Grafenwald – Kirchhellen Schulze-Delitzsch Str. – Bottrop-Kirchhellen, St. Antonius Hospital                                     | 20 min (Essen–Bottrop ZOB) 60 min (Bottrop ZOB–Kirchhellen)         | DB Rheinlandbus / Vestische |
| 166   | Essen-Dellwig Bf – Dellwig – Gerscheder Weiden – Bergeborbeck – Gewebepark M1 – Universität Essen – Berliner Platz – Bismarckplatz – Essen Hbf – Rathaus Essen – Frillendorfer Platz – Kray Eickenscheidt – Steele – Überruhr-Hinsel – Überruhr-Holthausen Klapperstr. – Burgaltendorf Burgruine – Hattingen-Niederwenigern | 20 min (Dellwig–Burgaltend.) 20/40 min (Burgaltend.–Niederwenigern) | Ruhrbahn                    |
| NE16  | Essen Hbf – Am Waldthausenpark – Berliner Platz – Universität Essen – Essen-Bergeborbeck – Gerscheder Weiden – Bottrop-Ebel – Bottrop Hbf – Bottrop ZOB Berliner Platz | 60 min                                                              | Ruhrbahn                    |

## Zukunft
Der U-Bahnhof verfügt nicht über nur einen Aufzug und ist somit nicht barrierefrei. Die EVAG plant 2017 daher einen Aufzug zu bauen.

## Trivia
2003 fusionierten die Universität Duisburg und die Universität Essen zur Universität Duisburg-Essen. Sie ist über die U-Bahnhöfe Universität Essen und Berliner Platz der Stadtbahn Essen erreichbar, von denen letzterer auch von der Straßenbahn Essen und der Linie U18 nach Mülheim Hbf bedient wird. Dort besteht eine Umsteigemöglichkeit zu der ebenfalls normalspurigen Duisburger Straßenbahnlinie 901, die zum Campus Duisburg fährt. Da jedoch die U18 und die 901 mit Ausnahme der Spurweite komplett inkompatibel sind, besteht im ÖPNV keine direkte Verbindung zwischen den Campi, sodass die Uni Duisburg-Essen einen Extra-Shuttlebus betreibt.